# Archives de Serbie
Pour les articles homonymes, voir Archives nationales (homonymie).
Les archives de Serbie (en serbe cyrillique : Архив Србије ; en serbe latin : Arhiv Srbije) sont situées à Belgrade, la capitale de la Serbie, dans la municipalité de Palilua. Elles recueillent et protègent tous les documents produits par les corps d'État, les organisations et certaines personnalités importantes depuis l'époque de la principauté de Serbie jusqu'à nos jours. Le bâtiment des archives, construit en 1928, figure sur la liste des monuments culturels protégés de la république de Serbie (identifiant no SK 657) et sur celle des biens culturels de la Ville de Belgrade,.

## Histoire
L'idée de créer un service d'archives publiques en Serbie remonte à 1847. Les archives ont été créées par un décret de décembre 1898 et le service a commencé à travailler en 1900 sous le nom d'« Archives nationales du royaume de Serbie ». Après plusieurs changements liés à la succession des régimes politiques, elles ont reçu leur nom actuel en 1969.

## Bâtiment
Le bâtiment des archives, situé 2 rue Karnegijeva, a été achevé en 1928 d'après des plans de l'architecte d'origine russe Nikola Krasnov. Il est caractéristique du style académique, avec une attention particulière apportée à la décoration de la façade, et constitue l'un des rares bâtiments expressément construits pour abriter des archives en Serbie.

## Fonds et collections
Les Archives de Serbie abritent environ 10 000 mètres linéaires de documents, répartis en 972 fonds et 51 collections. Les documents les plus nombreux concernent les institutions publiques ou possèdent une valeur sociale, culturelle et scientifique. Les plus anciens d'entre eux remontent à la période de 1815 à 1839 et au fonctionnement de la chancellerie du prince, avec quelques archives plus anciennes remontant à la fin du XVIIe siècle, concernant des localités serbes mais ne relevant pas encore de l'État serbe moderne tel qu'il s'est structuré au début du XIXe siècle ; dans la collection d'Andrija Luburić, dont l'ensemble date de 1690, figure ainsi un document de 1282 et la collection de Mita Petrović couvre une période allant de 1718 à 1899.
Parmi les documents conservés, on compte aussi de nombreux fonds familiaux ou personnels, notamment avec des collections émanant de personnalités politiques, de savants, d'écrivains et de personnalités culturelles et publiques qui ont marqué l'histoire de la Serbie,.